# اریک دی
اریک دی (انگلیسی: Eric Day; ۶ نوامبر ۱۹۲۱ – ۱۰ نوامبر ۲۰۱۲) بازیکن فوتبال اهل بریتانیا بود.
از باشگاه‌هایی که در آن بازی کرده‌است می‌توان به باشگاه فوتبال ابسفلیت یونایتد و باشگاه فوتبال ساوت‌همپتون اشاره کرد.